# فيكرز 131 فاليانت
فيكرز 131 فاليانت (بالإنجليزية: Vickers 131 Valiant)‏ هي طائرة للأغراض العامة، أنتجت في المملكة المتحدة. من صناعة فيكرز المحدودة. كان أول طيران لها في 1927. انتهت خدمتها في 1929.